# Siegfried (Münster)
Siegfried von Walbeck († 27. November 1032) war von 1022 bis zu seinem Tode im Jahre 1032 der 13. Bischof von Münster. Zuvor war er von 1009 bis 1022 Abt des Klosters Berge bei Magdeburg. Er war der dritte Sohn des Grafen Siegfried von Walbeck und dessen Gattin Kunigunde von Stade und gehörte somit dem Walbecker Grafenhaus an. Sein Bruder Thietmar von Merseburg war Bischof von Merseburg. Sein Geburtsdatum ist nicht überliefert.
Über seine Mutter mit den Billungern verwandt, genoss er in seiner Kindheit die Erziehung im Kloster Berge bei Magdeburg. Im Jahre 1009 wurde er dort zum Abt erhoben. Nach dem Tode seines Vetters Dietrich I. wird er dessen Nachfolger als Bischof von Münster. Während seiner Amtszeit stand er im Konflikt mit den Grafen von Werl. 1027 nahm er an der Synode von Frankfurt teil.